# Sean Lien
Dans ce nom chinois, le nom de famille, Lien, précède le nom personnel Sheng-wen.
Sean Lien ou Lien Sheng-wen (chinois traditionnel : 連勝文 ; chinois simplifié : 连胜文 ; pinyin : Lián Shèngwén ; né le 4 février 1970 à Taipei) est un homme politique taïwanais.
Il est membre du Comité central permanent du Kuomintang. Il est président de la Taipei Smart Card Corporation, la société qui exploite EasyCard, puis cofondateur d'Evenstar Capital.

## Famille
Sean Lien est le fils aîné de Lien Fang Yu et Lien Chan, qui ont été respectivement président du parti Kuomintang et vice-président de Taiwan. Il est le petit-fils de Lien Chen-tung et l'arrière-petit-fils de Lien Heng. Il a un frère et deux sœurs,. Il est marié à Patty Tsai.
Selon certaines sources, il serait né aux États-Unis d'Amérique; d'autres indiquent qu'il est né à Taiwan.

## Éducation
Lien est titulaire d'une licence en droit de l'université catholique Fu-Jen de Nouveau Taipei, à Taïwan. Il obtient une maîtrise en droit et un Juris Doctor de l'université Columbia à New York. Il était également boursier Eisenhower,.

## Début de carrière
Lien occupe un poste de direction au sein de l'Asia Pacific Capital Fund II de GE, et un autre en tant que vice-président d'un groupe bancaire d'investissement à Taipei. Il est cofondateur et conseiller principal de la société d'investissement Evenstar Capital à Hong Kong.

## Carrière politique
En 2008, le maire de la municipalité de Taipei, Hau Lung-pin, nomme Lien président de Taipei Smart Card Corporation. Il démissionne de son poste de président d'EasyCard Corporation à la fin de l'année 2009, invoquant des raisons de santé. Les évaluations de ses performances au cours de ce bref mandat divergent,,.
Lors des élections municipales de 2010, Lien a reçu une balle dans le visage à bout portant alors qu'il défendait la cause de Chen Hung-yuan, candidat au conseil municipal du district de Yonghe, au Nouveau Taipei. Sa blessure étant mineure, il se rétablit rapidement. Lien réfute la conclusion de la justice taïwanaise selon laquelle il a été visé par erreur.

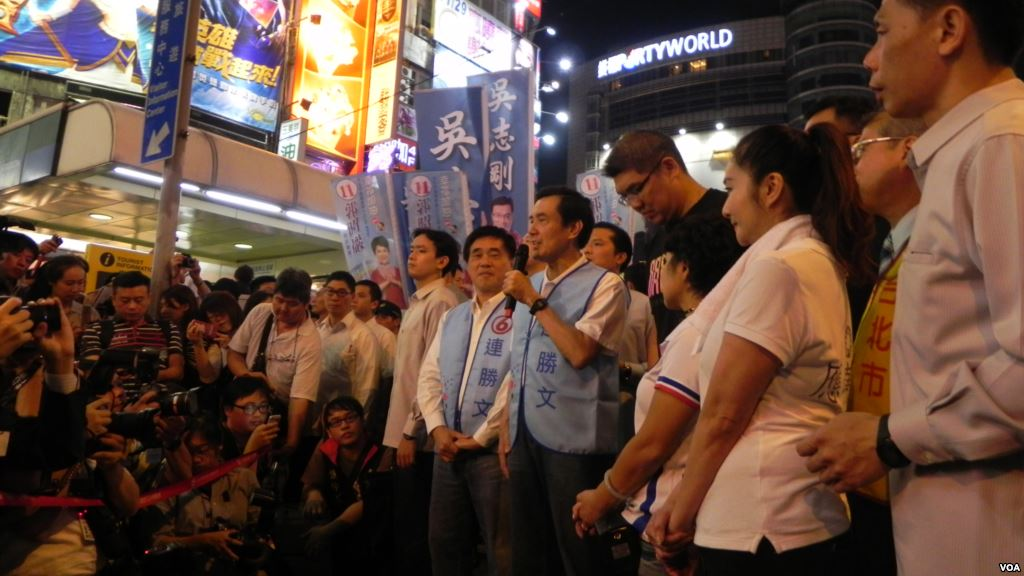
Le président du KMT, Ma Ying-jeou, soutient Sean Lien comme maire de Taipei lors des élections locales de 2014.

Le 24 février 2014, il annonce sa candidature dans la campagne pour les élections municipales de Taipei[réf. nécessaire]; le 19 avril 2014, il remporte la primaire du maire du KMT. Le 29 novembre, Il perd la course face au candidat indépendant Ko Wen-je,.
| 1 | Chen Ju-pin (陳汝斌)    | Self Help Party | 1 624   | 0,11%  |
| 2 | Chao Yen-ching (趙衍慶) | Indépendant     | 15 898  | 1,06%  |
| 3 | Lee Hong-hsin (李宏信)  | Indépendant     | 2 621   | 0,18%  |
| 4 | Yong C. Chen (陳永昌)   | Indépendant     | 1 908   | 0,13%  |
| 5 | Neil Peng               | Indépendant     | 8 080   | 0,54%  |
| 6 | Sean Lien               | Kuomintang      | 609 932 | 40,82% |
| 7 | Ko Wen-je               | Indépendant     | 853 983 | 57,16% |